# Одинцы (Калужская область)
Одинцы — деревня в Медынском районе Калужской области Российской Федерации. Входит в сельское поселение «Село Кременское».

## Физико-географическое положение
Ближайшие населённые пункты: Жихарево, Темерево  и Каляево.

## Население
| 2002 | 2010 |
| ---- | ---- |
| 2    | ↗4   |